# Black Arts Movement
Le Black Arts Movement ou BAM est un mouvement culturel afro-américain fondé par Amiri Baraka dans les années 1960 qui a eu une influence majeure sur l’esthétique des artistes afro-américains dans les années 1960, pour peu à peu décliner à la fin des années 1970.

## Historique
Le mouvement trouve ses origines dans plusieurs initiatives, dont le collectif new-yorkais On Guard for Freedom créé en 1960, et le magazine Umbra publié à New York dès 1962 par le collectif du même nom. Se fome aussi à l'époque le Harlem Writers Guild qui explore les mêmes thèmes mais sans prétention d'impact culturel direct. Le collectif Umbra se sépare et certains de ses membres créent le Uptown Writers Movement en 1964 à Harlem.

Amiri Baraka fondateur du BAM.

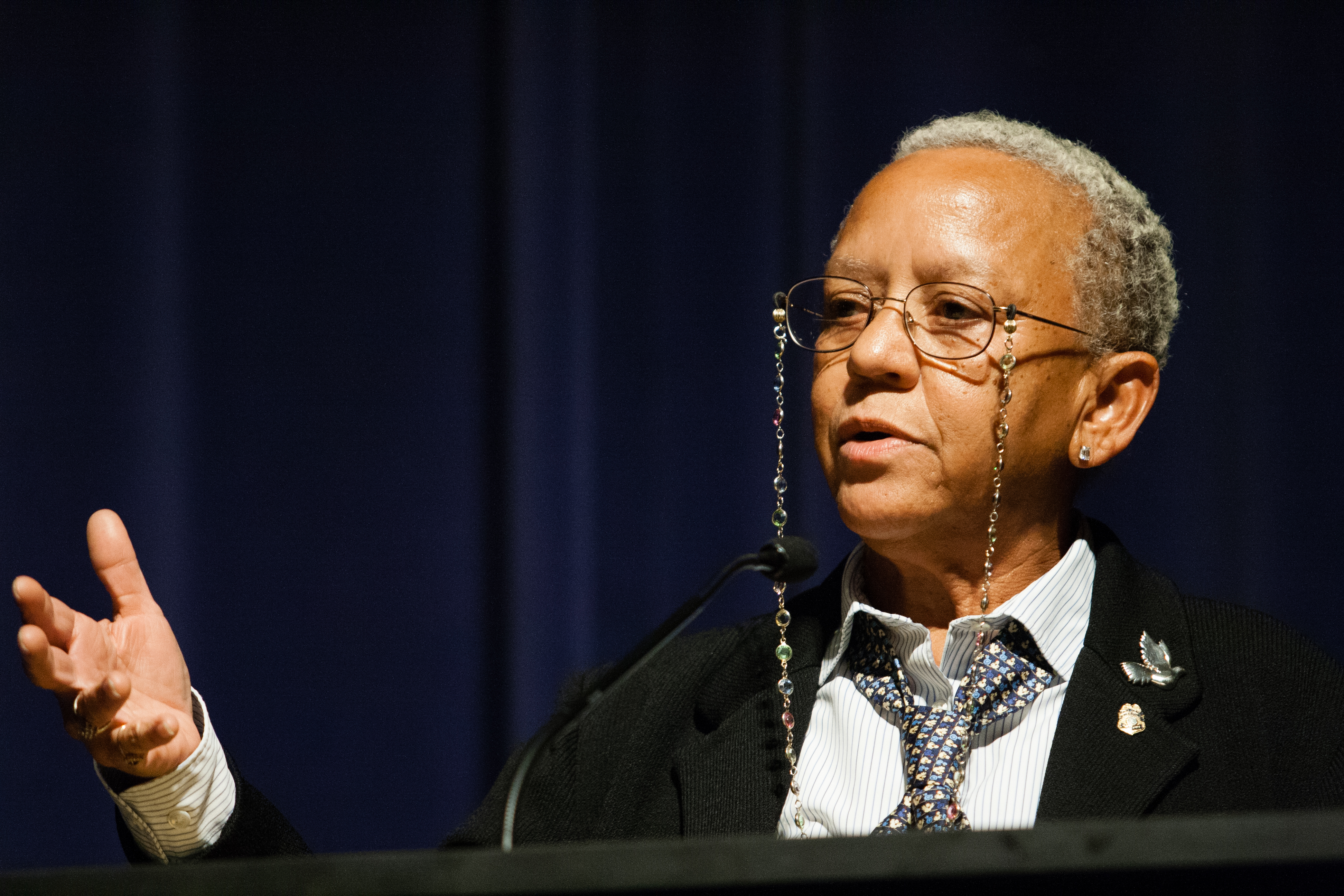
Nikki Giovanni, figure du BAM.

En 1965, peu après l'assassinat de Malcolm X, Amiri Baraka ouvre le Black Arts Repertory Theater/School (BARTS) à Harlem, un lieu considéré comme fondateur du mouvement. S'inscrivant dans la dynamique du mouvement Black Power, le Black Arts Movement invite les minorités raciales des États-Unis à produire des contenus propres à leur identité culturelle pour défaire le moule d'une culture à dominante blanche,. Plusieurs membres fondateurs du Black Arts sont d'anciens membres du Uptown Writers Movement.
En 1965, Baraka est un écrivain noir déjà reconnu au même titre que James Baldwin. Il revendique cependant un paradigme de changement social qui passe aussi par la prise des armes et la confrontation contre les structures suprémacistes blanches. Dans son essaie Black Art (1965), il veut des « poems that kill » (« poèmes qui tuent ») et prévient qu'il faut « arm yourself or harm yourself » (« Arme-toi ou blesse-toi »). Le Black Arts Movement reflète la conscience révolutionnaire de son fondateur. En 1968, dans son essai The Black Arts Movement, Larry Neal définit le mouvement comme « aesthetic and spiritual sister of the Black Power concept » (« la sœur esthétique et spirituelle du concept Black Power »).
Pour Ishmael Reed, le mouvement Black Arts a frappé un grand coup dans la « souveraineté culturelle » de l'époque en permettant aux minorités de mettre en valeur leurs propres identités culturelles.
La parution été 1968 du magazine Drama Review porte en revue la plupart des grands acteurs du Black Arts Movement dans le milieu du théâtre, le principal terrain d'expression du mouvement avec la poésie. Cette parution contribue à définir les grands auteurs de ce mouvement.
Le Black Arts Movement s'inscrit dans le contexte des luttes pour l'égalité des droits civiques menées par la National Association for the Advancement of Colored People, les tensions raciales des États-Unis, le Black Power et le Black is beautiful, qui visent à promouvoir une esthétique propre aux afro-américains,, la Black Aesthetic. Houston A. Baker Jr, Carolyn Rodgers, ou encore Addison Gayle Jr figurent parmi les théoriciens de cette nouvelle esthétique.

## Influences culturelles

### Littérature
Le Black Arts Movement est considéré comme une prolongation du mouvement Renaissance de Harlem, qui après avoir connu une influence majeure sur la littérature afro-américaine dans l'Entre-deux-guerres, s'était peu à peu éteint après la fin de la Seconde Guerre mondiale. Le Black Arts Movement se distingue de la Renaissance de Harlem en refusant tout intégrationnisme : Il ne suffit plus de montrer que les Afro-Américains peuvent écrire aussi bien que les Blancs, mais bien qu'il existe des canons propres à une esthétique afro-américaine capables de porter et valoriser une identité afro-américaine en dehors du regard occidental blanc, avec comme mot d'ordre « n'oublie pas tes racines africaines ». Cette revendication identitaire et communautaire fut renforcé par les assassinats de Malcolm X (1965) et de Martin Luther King (1968), assassinats qui assombrissent les perspectives de l'égalité des droits civiques.
La Black Aesthetic se manifeste par son utilisation de l’argot de la rue, le rythme de l'oralité du blues et du gospel, d'une confrontation aux canons esthétiques occidentaux, de la destruction des stéréotypes racistes et de la contestation permettant de reconceptualiser la négritude.
Les poètes, romanciers, dramaturges identifiés au Black Arts Movement sont Sonia Sanchez, Carolyn M. Rodgers, Toni Morrison, Ishmael Reed, Ntozake Shange, Alice Walker, Alex Haley, Anne Moody, George Jackson, Margaret Walker, James Alan McPherson, Ernest J. Gaines, Nikki Giovanni, Adrienne Kennedy, Henry Dumas, Jayne Cortez, Etheridge Knight, Haki R. Madhubuti, Alice Childress, Mari Evans, et June Jordan.

### Musique
Des musiciens de jazz comme John Coltrane, Thelonious Monk, Charles Mingus, Eric Dolphy, Pharoah Sanders, Archie Shepp et d'autres, issus du hard bop, se rattachent au Black Arts Movement, adoption de gammes pentatoniques, longues mélopées incantatoires, utilisation du piano comme instrument de percussion, polyrythmie.

### Arts plastiques
Des sculpteurs, peintres, photographes viendront se joindre à l'expressionnisme du Black Arts Movement comme Betye Saar, Jeff Donaldson (en), Jae Jarrell (en), Alvin Hollingsworth, Vincent Smith, David Hammons, Nelson Stevens, David C. Driskell, Gerald Williams (en), Wadsworth Jarrell, Valerie Maynard.

### Presse
Le Black Arts Movement trouve un terrain d'expression dans la presse avec les magazines Black Dialogue (1964), Soulbook (1964), Journal of Black Poetry, Black World, ainsi qu'avec des maisons d'édition spécialisée comme Broadside Press à Détroit et Third World Press à Chicago. Les épicentres du Black Arts Movement sont la Baie de San Francisco grâce à la diffusion des journaux Journal of Black Poetry et Black Scholar, et l'axe Chicago/Détroit avec les maisons d'édition Third World Press (Chicago) et Broadside Press et Lotus Press (Détroit). Peu de publications émergent de New York, à l'exception des magazines Freedomways et Liberator ouverts aux idées Black Arts.

## Déclin
Avec le Voting Rights Act de 1965 et les décrets d'application de l'égalité des droits civiques qui se font sentir dans le début des années 1970, le Black Arts Movement commence son déclin. Une autre raison du déclin est le radicalisme politique de certains leaders qui sont passés du nationalisme au marxisme en 1974. De nombreux artistes du Black Arts Movement ont exprimé leur désapprobation de cette posture. Refus du radicalisme d'autant justifiée car la culture dominante des États-Unis reconnaissait la contribution des artistes du Black Arts Movement. Les artistes afro-américains (acteurs, chanteurs, musiciens, écrivains, peintres, sculpteurs, etc.) sortent des ghettos noirs pour être des acteurs à part entière de la culture et du divertissement américains au même titre que les White Anglo-Saxon Protestants (WASP),.
Si l'élite des artistes afro-américains s'est éloignée du Black Arts Movement, ce dernier perdure dans la culture populaire urbaine sous deux formes : dans l'engagement politique et par l'utilisation de l'oralité et de l'expression gestuelle par le rap, le slam, le hip-hop,,,.
Certains rappeurs dits « consciencieux » reconnaissent généralement l'héritage du Black Arts Movement dans leur ouvrage.

## Critiques
Le Black Arts Movement a été critiqué pour son attitude misogyne, antisémite, homophobe et raciste, énoncée par certains écrivains qui produisirent souvent des œuvres d'art axées sur l'exacerbation de la masculinité noire. Cependant, les productions des femmes étaient souvent alimentées par des idéaux de féminisme et, dans certains cas, d’orgueil homosexuel. Ces femmes ont souvent exposé par leurs écrits leurs expériences du sexisme, de la misogynie des hommes afro-américains, de la maternité et de l'homosexualité,,,.

#### Notices dans des encyclopédies et manuels de références
- (en) Emmanuel S. Nelson (dir.), Connections : Essays On Black Literatures, Canberra, Australie, Aboriginal Studies Press, 1er janvier 1988, 121 p. (ISBN 9780855751869, lire en ligne), p. 89-99,
- (en-US) Colin A. Palmer (dir.), Encyclopedia Of African American Culture And History The Black Experience In The Americas : volume 1 :  A-B, Detroit, Michigan, MacMillan Reference Library, 22 décembre 2005, 397 p. (ISBN 9780028660714, lire en ligne), p. 247-253,
- (en-US) Wilfred D. Samuels, Encyclopedia of African-American Literature, New York, Facts on File, 30 juin 2007, 633 p. (ISBN 9780816050734, lire en ligne), p. 48-50,
- (en-US) Paul Finkelman (dir.), Encyclopedia of African American History, 1896 to the Present : From the Age of Segregation to the Twenty-First Century, volume 1, New York, Oxford University Press, USA, 2 février 2009, 533 p. (ISBN 9780195167795, lire en ligne), p. 186-188,

#### Essais
- (en-US) Larry Neal, Visions of a Liberated Future : Black Arts Movement Writings, New York, Thunder's Mouth Press, 1er juin 1989, 248 p. (ISBN 9780938410782, lire en ligne),
- (en-US) Julius E. Thompson, Dudley Randall, Broadside Press, and the Black Arts Movement in Detroit, 1960-1995, Jefferson, Caroline du Nord, McFarland & Company, 1er novembre 1998, 360 p. (ISBN 9780786403608, lire en ligne),
- (en-US) James Edward Smethurst, The Black Arts Movement : Literary Nationalism in the 1960s and 1970s, Chapel Hill, Caroline du Nord, University of North Carolina Press, 9 mai 2005, 492 p. (ISBN 9780807829349, lire en ligne),
- (en-US) Lisa Gail Collins & Margot Nathalie Crawford (dir.), New Thoughts on the Black Arts Movement, New Brunswick, New Jersey, Rutgers University Press, 11 mai 2006, 412 p. (ISBN 9780813536958, lire en ligne),
- (en-US) James L. Conyers Jr. (dir.), Engines of the Black Power Movement : Essays on the Influence of Civil Rights Actions, Arts, and Islam, Jefferson, Caroline du Nord, McFarland & Company, 12 décembre 2006, 300 p. (ISBN 9780786425402, lire en ligne),
- (en-US) John H. Bracey Jr., Sonia Sanchez & James Smethurst (dir.), SOS—Calling All Black People : A Black Arts Movement Reader, Amherst, Massachusetts, University of Massachusetts Press, 28 février 2014, 692 p. (ISBN 9781625340313, lire en ligne),
- (en-US) Kalamu ya Salaam, Magic of JuJu : An Appreciation of the Black Arts Movement, Chicago, Illinois, Third World Press, 30 juin 2016, 334 p. (ISBN 9780883781968, lire en ligne),

#### Articles
- (en-US) Larry Neal, « The Social Background of the Black Arts Movement », The Black Scholar, Vol. 18, No. 1,‎ janvier / février 1987, p. 11-22 (12 pages) (lire en ligne ),
- (en-US) David Lionel Smith, « The Black Arts Movement and Its Critics », American Literary History, Vol. 3, No. 1,‎ printemps 1991, p. 93-110 (18 pages) (lire en ligne )
- (en-US) Marvin J. Gladney, « The Black Arts Movement and Hip-Hop », African American Review, Vol. 29, No. 2,‎ été 1995, p. 291-301 (11 pages) (lire en ligne ),
- (en-US) Lorenzo Thomas, « "Classical Jazz" and the Black Arts », African American Review, Vol. 29, No. 2,‎ été 1995, p. 237-240 (4 pages) (lire en ligne ),
- (en-US) Vincent Steele, « Tom Feelings: A Black Arts Movement », African American Review, Vol. 32, No. 1,‎ printemps 1998, p. 119-124 (6 pages) (lire en ligne ),
- (en-US) N. S. Boone, « Resignation to History: The Black Arts Movement and Rita Dove's Political Consciousness », Obsidian III, Vol. 5, No. 1,‎ printemps / été 2004, p. 66-83 (18 pages) (lire en ligne )
- (en-US) Mike Sell, « Blackface and the Black Arts Movement », TDR (1988-), Vol. 57, No. 2,‎ été 2013, p. 143-162 (20 pages) (lire en ligne ),
- (en-US) La Donna L. Forsgren & J.e. Franklin, « The Black Arts Movement (1965–1976) An Interview with Playwright J.e. Franklin », Callaloo, Vol. 37, No. 5,‎ 2014, p. 1139-1157 (19 pages) (lire en ligne ),